# Xyris festucifolia
Xyris festucifolia är en gräsväxtart som beskrevs av Frank Nigel Hepper. Xyris festucifolia ingår i släktet Xyris och familjen Xyridaceae. Inga underarter finns listade i Catalogue of Life.